# Sagrat Cor de Jesús del Castell de Caladroer

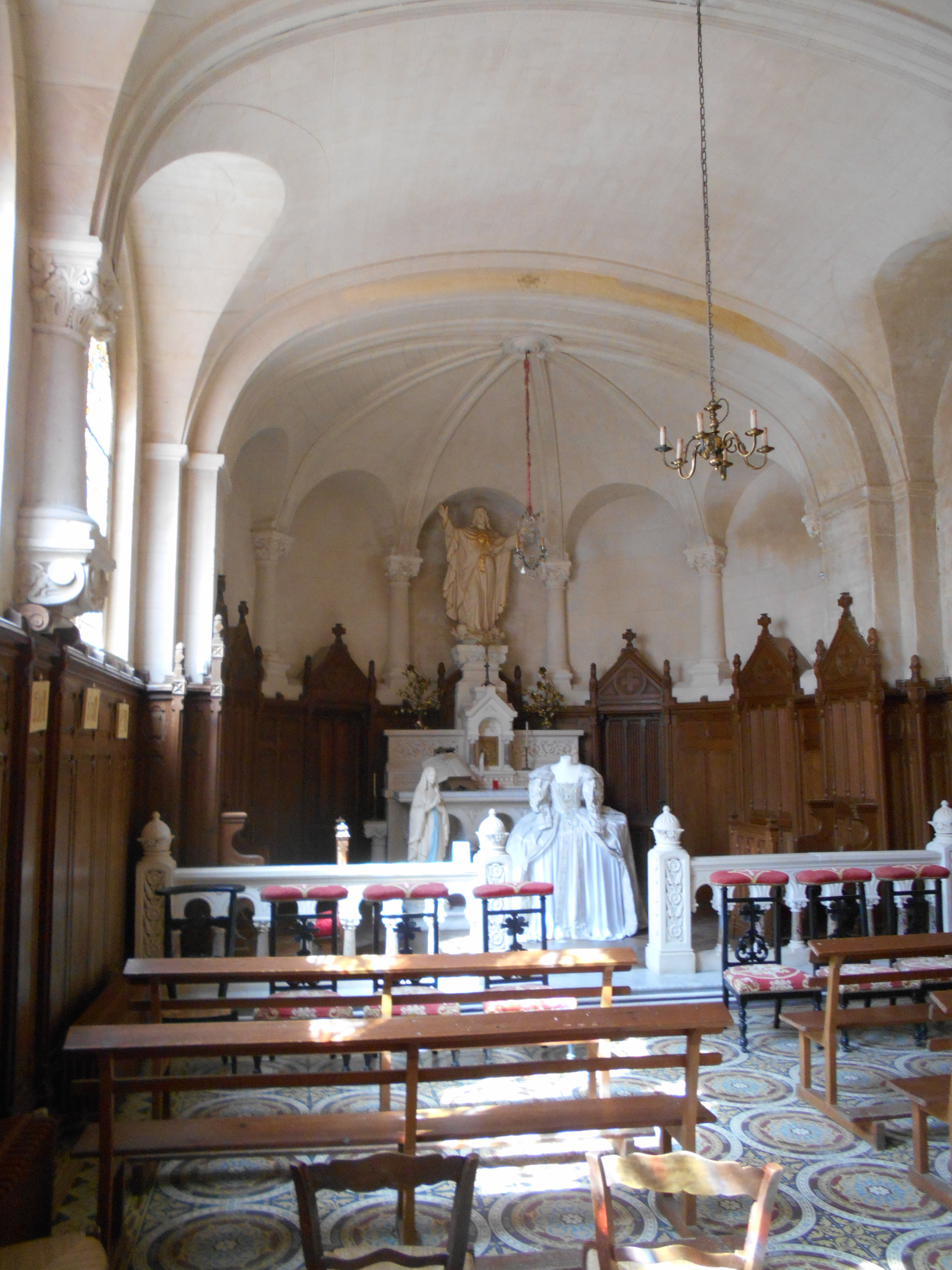
Capçalera occidental de la capella

El Sagrat Cor del Castell de Caladroer és la capella del Castell de Caladroer, a l'antic terme de Caladroer, actualment pertanyent a la comuna de Bellastar, de la comarca del Rosselló, a la Catalunya del Nord, però agregat a la de la Fenolleda.
Està situada al bell mig del nucli del poble de Caladroer, ara esdevingut cava vitivinícola.
Fou construïda l'any 1900 com a capella privada del castell, i és dedicada al Sagrat Cor de Jesús.